# Різдвяне
Різдвя́не —  село в Україні, у Валківській міській громаді Богодухівського району Харківської області. Населення становить 27 осіб. До 2020 орган місцевого самоврядування — Мельниківська сільська рада.

## Географія
Село Різдвяне знаходиться за 2 км від села Мельникове і річки Грушева, за 3 км від річки Орчик, примикає до села Вишневе. По селу протікає пересихаючий струмок на якому зроблено загату.

## Історія
12 червня 2020 року, розпорядженням Кабінету Міністрів України № 725-р «Про визначення адміністративних центрів та затвердження територій територіальних громад Харківської області», увійшло до складу Валківської міської громади.
19 липня 2020 року, в результаті адміністративно-територіальної реформи та ліквідації Валківського району, село увійшло до складу Богодухівського району.